# 默勒尔
默勒尔（德語：Mörel，德語發音：[ˈmøːʁəl]）是瑞士瓦莱州的一个旧市镇。该旧市镇总面积为1.2平方千米，截至2008年12月总人口为450人。